# 泉美之松
泉美之松（いずみ みのまつ、1917年1月2日 - 1990年5月15日）は、日本の大蔵官僚。大臣官房財務調査官（主税局担当）、東京国税局長、国税庁次長、主税局長、国税庁長官、日本銀行理事、日本専売公社副総裁、同総裁などを歴任。旧姓は石井。

## 来歴
岡山県鴨方町（現：浅口市）出身。旧制金光中学（現：金光学園高校）、第六高等学校 (旧制)を経て、東京帝国大学法学部法律学科卒業。東京帝大法学部在学中に高等試験行政科と司法科に合格。1939年4月 大蔵省入省。大臣官房財政経済調査課属。1940年8月 宇都宮税務署長。1943年10月 在中華民国大使館三等書記官。1946年3月 北税務署長。1953年9月1日 大臣官房秘書課長。1957年7月20日 国税庁間税部長。1960年6月24日 大臣官房財務調査官（主税局担当）。1961年6月16日 東京国税局長。1962年5月16日 国税庁次長。1963年4月22日 主税局長。1965年11月16日 国税庁長官。1968年6月7日 退官。同年11月 日本銀行理事。1971年9月13日 日本専売公社副総裁。1975年7月18日 日本専売公社総裁（〜1982年6月29日）。1989年 勲一等瑞宝章受章。1990年5月15日 脳梗塞で死去。
古橋源六郎は泉を「非常に温厚で、たいへんな勉強家だった」と述べている。また、執筆もしていたことから「税の神様」と呼ばれていた。

## 略歴
- 1939年4月：大蔵省入省。大臣官房財政経済調査課属[5]。
- 1940年8月：宇都宮税務署長。
- 1941年7月：理財局。
- 1941年7月：公社部。
- 1942年10月：企画院企画第1部企画第2課。
- 1943年10月：大臣官房秘書課。
- 1943年10月：在中華民国大使館三等書記官。
- 1946年2月：理財局。
- 1946年3月：北税務署長。
- 1947年5月：名古屋財務局直税部長。
- 1948年11月：経済安定本部物価局物価政策課。
- 1948年12月：経済安定本部物価局価格政策課。
- 1949年4月：主税局臨時税制調査室長。
- 1951年5月：主税局調査課長。
- 1951年9月：主税局税制課長。
- 1952年8月16日：主税局税制第一課長。
- 1953年9月1日：大臣官房秘書課長。
- 1955年9月1日：大臣官房秘書課長 兼 大臣官房地方課長。
- 1955年11月1日：大臣官房秘書課長。
- 1956年5月15日：大臣官房秘書課長 兼 大臣官房財務局監督官。
- 1956年7月20日：大臣官房秘書課長。
- 1957年7月：大臣官房秘書課長 兼 大蔵大臣秘書官（事務担当）。
- 1957年7月20日：国税庁間税部長。
- 1960年6月24日：大臣官房財務調査官（主税局担当）。
- 1961年6月16日：東京国税局長。
- 1962年5月16日：国税庁次長。
- 1963年4月22日：主税局長。
- 1965年11月16日：国税庁長官。
- 1965年11月16日：国税庁長官 兼 国税庁次長事務取扱。
- 1966年2月1日：国税庁長官。
- 1967年2月1日：国税庁長官 兼 国税庁次長事務取扱。
- 1967年8月4日：国税庁長官。
- 1968年6月7日：退官。